# Vanderhorstia kizakura
Vanderhorstia kizakura är en fiskart som beskrevs av Iwata, Shibukawa och Ohnishi 2007. Vanderhorstia kizakura ingår i släktet Vanderhorstia och familjen smörbultsfiskar. Inga underarter finns listade i Catalogue of Life.